# Diszkalkulia
A diszkalkulia jelentése számolászavar. A szó görög-latin eredetű, a görög „düsz” szóból („rosszul”), a „calculia” pedig a latin „calculare” (számolni) szóból ered. Calculus = kövecske.
A diszkalkuliát elsőként baleseti sérülteknél állapították meg. Náluk az agy speciális területe sérült. Ezt nevezik szerzett diszkalkuliának vagy akalkuliának.
A kutatások fényt derítettek arra, hogy nemcsak külső sérülés okozhat számolási zavart, hanem az öröklötten is megjelenhet. Az egyén elmebeli működésének széles területeire hat, úgymint a megértésre, emlékezetre; arra a képességre, hogy számokkal manipuláljon, vagy számadatokat kezeljen. Gyakoriak az időérzékeléssel, a térbeli tájékozódással, és a mennyiségek becslésével kapcsolatos nehézségek. Gyakorisága a diszlexiáéhoz hasonló, 5-10%. Ez a fejlődési diszkalkulia. Az újabb kutatások a diszkalkulia, diszlexia, diszgráfia okaként a csecsemőkori agytörzsi primitív reflexek rendellenes fennmaradását valószínűsítik.
A diszkalkulia az általános intelligenciaszintet nem érintő, a matematikai teljesítményben bekövetkező zavar, melynek oka a neurológiai struktúrát, ill. funkciót érintő eltérés, örökletes és/vagy szerzett sérülés eredményeként. Nem függ az intelligenciától: a különben jó képességű ember éppúgy lehet diszkalkuliás, mint bárki más. A diszkalkulia megjelenésének formáját, méretét, kiterjedtségét a környezet nagymértékben befolyásolja, de nem képez oksági tényezőt (pl. családi szokások, oktatási módszerek). (F. Gönczi Rita, 2008.)
A korai diagnózis megkönnyíti a fejlesztést, és a későbbi nehézségek leküzdését. A szakértői vizsgálat elmaradása azzal fenyeget, hogy a gyereket butának, vagy lustának tartják. A diszkalkulia egészen a középiskoláig rejtve maradhat.
A diszkalkuliás tanuló, ha diszkalkuliája elég súlyos, felmentethető a matematika osztályozása, vagy a matematika alól. Ha fel volt mentve, akkor nem kell matematikából érettségiznie; választhat helyette egy másik tárgyat. Ez lehet egy második idegen nyelv, földrajz, vagy egy készségtárgy. Elméletben választható lenne biológia, kémia vagy fizika is, de ezekből kevésbé szoktak jól teljesíteni a diszkalkuliás tanulók. Biológiában ugyan a genetikáig nincsenek képletek, de utána jön még biokémia is, ami még arra is riasztó hatású, aki könnyedén vette a korábbi éveket.
Ha a diszkalkuliát nem ítélik elég súlyosnak, akkor a tanulónak továbbra is kell osztályzatokat kapnia matematikából, fizikából és más számításokat igénylő tárgyakból; csak éppen azt engedik meg, hogy számológépet használjon. Azonban ez is demotiváló lehet, hiszen egy diszkalkuliás számára nemcsak maga a számolás, hanem a képletek megtanulása, a tételek bizonyítása, a geometriai szerkesztések elvégzése is gondot jelenthet. A kormány azzal érvel, hogy az osztályozás hiányában ellustul a tanuló, nem fog kellő lelkesedéssel a fejlesztésen részt venni. Azonban a kapott rossz osztályzatok éppen az ellenkező hatást érik el, mint amit a kormány szeretne.

## Jellegzetes tünetei
Ennek a tünetegyüttesnek is többféle megjelenési formája lehet:
- Gyakori nehézségek számoláskor (összeadás, kivonás, szorzás, osztás).
- Nehezen tudnak számokat összehasonlítani.
- Gyakran számolnak az ujjaikon.
- Gondot jelent a visszajáró ellenőrzése és az idő leolvasása analóg (mutatós) óráról.
- Nem tudnak pénzügyi terveket készíteni.
- Nem vagy csak nagyon pontatlanul tudják megbecsülni egy kosárban levő termékek árának összegét, tárgyak súlyát és távolságát, meg az eltelt időt.
- Nehezen igazodnak el menetrendeken és órarendeken.
- Jól teljesítenek azokból a logikát igénylő tárgyakból, amelyek nem tartalmaznak magasabb szintű számolást, például biológiából vagy geometriából.
- Rossz az időérzékük.
- Nehezen különböztetik meg a jobb és bal oldalt, és az égtájakat, még iránytű segítségével is.
- Rosszul vagy sehogy sem tudnak eligazodni elforgatott térképeken.
- Nehezen értik és jegyzik meg a matematikai szabályokat, képleteket, sorozatokat. („Az egyik napról a másikra elfelejti.”)
- Nehezen jegyzik meg számolást igénylő, vagy bonyolult pontozást használó játékokban, hogy ki hogy áll (pl.: póker).
- Nehézségeik vannak a sorozatokkal, azok megjegyzésével matematikán kívül is, például tánclépések.
- Különféle lelki problémák alakulhatnak ki, akár matematikafóbia is.

## Altípusai és okai
Három fő típusa létezik:
Az egyik típus számára a mechanikus számolás, a másik számára a matematikai gondolkodás jelent problémát. A számolásos típus esetén a számfogalom fejletlensége okozza a zavart, így az kifejezetten a számokra, tovább víve a képletekre, így az átmatematizált logikára (lásd matematikai logika) is vonatkozik. Nehezen jegyzi meg a számokra vonatkozó tényeket, például egyjegyű számok összegét és a tízes kiegészítőket. Mindkettő megjelenhet ugyanannál az egyénnél, ezzel a diszkalkulia súlyos formáját idézve elő. Létezik egy olyan típus is, amiben a sorozatok, a sorba rendezés a fő gond. Nem tudja sorba rendezni az információkat, a matematikai műveleteket. Mindegyik típus lehet egészen enyhe, nagyon súlyos, vagy akármilyen súlyos a kettő között.
A fogalmat gyakran használják olyan zavarra, amely specifikus nehézséget okoz aritmetikai műveletek végrehajtásában, másfelől az oktatáselméletben és a kognitív pszichológiában meghonosodott definíció szerint egyfajta nehézség a számok, mint mennyiségek összehasonlítására szolgáló absztrakt fogalmak értelmezésére. Azok, akik szükségesnek találták ezt az összetettebb definíciót, gyakran használják diszkalkulia helyett az aritmetikai nehézségek (arithmetic difficulties, AD) fogalmat. Ezzel kihangsúlyozva a fogalom mögötti számolási és memória deficitet.

## Lelki problémák
Az iskolák és az oktatási rendszer csak a mérhető teljesítményt – írást, olvasást, számolást – tudják értékelni, az attól eltérő tehetséget nem. Ha nem ismerik fel, és nem kezelik a diszkalkuliát, a gyerek önértékelése nagy károkat szenved: lustának vagy butának tartja magát; szorong, esetleg agresszív lesz, akár matematikafóbia is kialakulhat. Sokan viszont elnézőbbek azzal, hogy valakinek nem megy a matematika, mint az olvasással kapcsolatos gondokkal.
A német szakirodalom „ördögi kör” kifejezéssel említi a személy, teljesítménye és a környezete között kialakult diszharmóniát, mely az érintett személy számára frusztrációt okoz. A negatív helyzet megszüntetése a körbe történő beavatkozással lehetséges.
A kezelés nélkül maradó diszkalkuliások önértékelése általában rossz, önképük negatív, ennek következményei pedig egész életükre kihatnak: lemaradnak, és sokkal kevesebbet tanulnak meg, mint amennyire szakszerű segítséggel képesek lennének. Ez a későbbiekben negatív hatással van a mindennapi életükre, akár bevásárláskor, akár az idő leolvasásában. Nagyon fontos, hogy a tanulási zavart időben felismerje a szülő vagy a pedagógus és a gyermek megfelelő kezelésben részesüljön.

## Segítségnyújtás
Fontos, hogy a szülő azonnal logopédushoz forduljon, mihelyt a diszkalkulia tüneteit észleli. Ilyen lehet például ha a gyermek kerüli a számokkal kapcsolatos játékokat, ha gyakran téveszti össze a jobb kezét a ballal, ha a legtöbb esetben szükségét érzi összeadás, kivonás, szorzás, osztás alkalmával a keze vagy bármilyen más segédeszköz használatát. Ha egy eredmény kiszámolása az általánosnál hosszabb időt vesz igénybe és nem feltétlenül azért mert nem érti a számolási módszert.
Az ha a gyermek kevésbé érdeklődik a gyurmázás vagy a rajzolás iránt az egyáltalán nem jelenti azt, hogy diszkalkuliás lenne, bár annak valószínűsége nagyobb. Mindegyikük más iránt érdeklődik és vannak olyanok akiknél a művészi hajlam hamarabb megmutatkozik. Több olyan diszkalkuliás gyermek is ismert, akik habár érthető okok miatt nem érdeklődnek és nem teljesítenek jól a matematikával kapcsolatos tárgyak terén, azonban minden másban kitűnőek. Tehát a diszkalkuliás gyermeket nem illendő elkönyvelni olyannak, aki nem viszi majd a jövőben semmire.
A diszkalkulia nem betegség és nem fogyatékosság, hanem az információfeldolgozás egy módja. Az önértékelés javítására dicsérni, biztatni kell a gyereket, és sikerélményhez juttatni. A szülő keresse meg azokat a területeket, melyeken a gyermek kiemelkedőt tud alkotni, és hagyja, hogy kibontakoztassa képességeit. A gyakorlás legyen változatos, érdekes és szemléletes, gyakori pihenőkkel. A nem tanulási célú közös játékok mellett a gyermek sikerélményhez juttatása is elősegíti fejlődését.

## Kezelés
A fejlesztés megkezdése előtt részletes vizsgálatokkal mérik fel a tanuló képességeit, és azt, hogy hol tart. Ezekre építve indulnak meg a foglalkozások, amik fokozatosan fejlesztik a képességeket, készségeket és jártasságokat alakítanak ki, majd ezeket az új ismeretek megszerzéséhez használják; először direkt, majd egyre absztraktabb szemléltetéssel, végül szemléltetés nélkül.
Fejlesztik az emlékezetet, a figyelmet, az észlelést, a logikai gondolkodást és a beszédet. Segítenek eligazodni a tanuló saját testén, a geometriai síkban, térben és időben.
A gyakorlás fontos része a cselekedtetés, amit addig végeznek, amíg lehetővé nem válik annak szimbólumokra váltása. A készségek fejlesztésén túl a számokkal kezdődően beépítik az aritmetikai és geometriai fogalomrendszert, jeleket, szabályokat a tanuló gondolkodásába. Mindez sok gyakorlást igényel.
A terápia célja nemcsak az, hogy a diszkalkuliás tanuló megtanuljon számolni. Ezen kívül lényeges a szorongás oldása, az önfegyelem és a kitartás erősítése, ösztönzés a feladatvégzésre, végső soron pedig harmonikus személyiség kialakítása.